# 芮廼偉

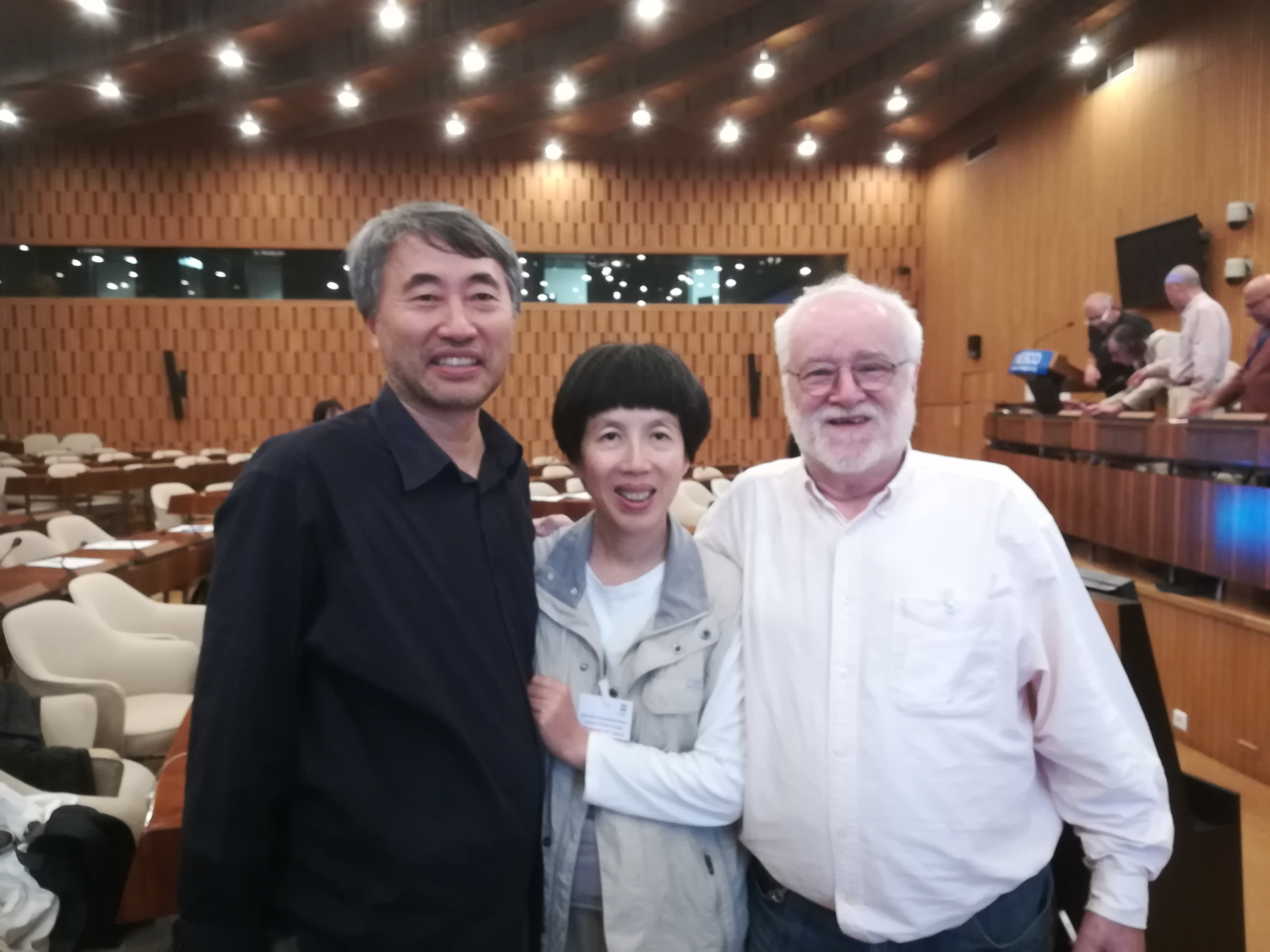
芮廼偉（中央）

芮 廼偉（ぜい のい、芮迺伟、ルイ・ナイウェイ、루이나이웨이、Rui Naiwei、 1963年12月28日 - ）は、中国、韓国等の囲碁棋士。中国上海出身、中国囲棋協会所属、韓国棋院客員棋士など、九段。女流世界棋戦で優勝8回、応昌期杯世界プロ囲碁選手権戦ベスト4など、女流では世界最強とされ、韓国の女流棋士のレベルアップに貢献した。
師は呉清源九段。江鋳久九段は夫。力の強い戦闘的な棋風。「廼（乃）」の日本語の音は「ダイ」であるが、日本棋院では訓読みで「の」としている。

## 経歴
11歳で碁を覚え、1980年に北京の国家チームに所属、1984年に中国囲棋協会の専業棋士四段となり、85年七段。1988年に女性では世界最初の九段となる。女子個人戦では、1986年から89年まで4連覇。新体育敗戦で1982、84年リーグ入り、1985年国手戦ベスト4。1986、87年、日中スーパー囲碁出場。
1990年に日本に移住、日本棋院の棋戦には参加できず、「圍碁」誌上で日本の棋士と対戦した。1992年に日本で江鋳久九段と結婚。同年には中国代表として応昌期杯に出場し、小松英樹八段、李昌鎬九段、梁宰豪八段に勝って準決勝に進み、大竹英雄九段に1勝2敗で敗れた。1993年に呉清源九段に入門、「21世紀の碁」の研究助手も1992年から96年まで務める。1993年には初の女流世界選手権である翠宝杯世界女流選手権戦に、中国代表として出場して優勝。後継棋戦の宝海杯などでも優勝を飾る。
1996年から米国在住。1999年に韓国棋院客員棋士となり、韓国の棋戦に参加。同年、女流国手戦で優勝。2000年の国手戦で曺薫鉉に挑戦し、2勝1敗で勝って、一般棋戦で女流棋士による初のタイトル獲得。この時は金大中大統領からも祝電を受けた。2003年朴鋕恩と打込み十番碁、3連勝の後通算5勝5敗。2005年からの正官庄杯世界女子囲碁最強戦の団体戦では中国チームとして出場。2008年第1回ワールドマインドスポーツゲームズでは、女子個人戦でベスト8。
2011年中国の全国智力運動会に上海チームで出場、以後帰国し中国棋戦に参加。2012年第1回百霊愛透杯世界囲碁オープン戦予選で、元晟溱九段、丁偉九段を破り、唯一の女流と最年長棋士として本戦出場、三星火災杯世界囲碁マスターズ本戦出場。2014年三星火災杯でベスト16。
中国囲棋甲級リーグ戦では上海（2001年）、乙級では平煤集団（2003年）、雲南奕手冠華（云生弈手冠华、2005年）などに参加。韓国囲碁リーグでは、2004年韓国ヤンセン、2007年全南大房ノーブルランドに参加。2013年から女子甲級リーグに上海チームで出場。2015年からは韓国女子リーグに外援選手として出場。

## 主な棋歴
国際棋戦
- 応昌期杯世界プロ囲碁選手権戦 ベスト4 1992年
- 三星火災杯世界オープン戦 ベスト8 2000、01年、ベスト16 2014年
- LG杯世界棋王戦 ベスト8 2001年
- 翠宝杯世界女流囲碁選手権戦 優勝 1993年
- 宝海杯世界女子選手権戦 優勝 1994、96、97年
- 興倉杯世界女流囲碁選手権戦 優勝 2000、01年
- 東方航空杯世界女子プロ囲碁選手権戦 優勝 2000年
- 遠洋地産杯世界女子プロオープン戦 準優勝 2008年
- 穹窿山兵聖杯世界女子囲碁選手権 準優勝 2012、14年
- スポーツアコードワールドマインドゲームズ 2012年女子個人戦準優勝、2014年 3位
- 日中スーパー囲碁
  - 1986年 2-1（○楠光子、○森田道博、×今村俊也）
  - 1987年 0-1（×山城宏）
- 正官庄杯世界女子囲碁最強戦優勝 2003年
  - 2004年正官庄杯特別対局 2-1（○李喆、×古霊益、○陳耀燁）
  - 2005年（中国チーム） 1-0（○朴鋕恩）優勝
  - 2007年（中国チーム） 1-1（○知念かおり、×朴鋕恩）
  - 2008年（中国チーム） 0-1（×李玟眞）
  - 2011年（中国チーム） 3-1（○金美里、○李夏辰、○朴志娟、×朴鋕恩）
- 華頂茶業杯世界女流囲碁団体戦（天台山農商銀行杯世界女子囲棋団体選手権戦）
  - 2012年 2-1（○青木喜久代、×趙惠連、○黨希昀）
  - 2014年 3-0（○呉政娥、×張凱馨、○奥田あや）
  - 2015年 3-0（◯奥田あや、金子真季、朴志娟）
  - 2018年 2-1（○呉侑珍、○楊子萱、×藤沢里菜）
- 黄龍士双登杯世界女子囲棋勝抜戦
  - 2012年 出番なし
  - 2018年 0-1（×崔精）
- 日中韓ペア碁名人選手権 優勝 2015年（兪斌とペア）
- 陋陽杯混双戦 優勝 2014年（兪斌とペア）、2015年（同）
- 囲棋之源聖尭杯囲棋国際大師招待戦 優勝 2015年（江鋳久とペア）

中国棋戦
- 新体育杯戦リーグ戦2位 1984年（1位は馬暁春）
- 十強戦リーグ出場 1988-89年
- 全国囲棋個人戦女子部 優勝 1986-89年
- 湖塘杯全国囲棋精英戦 優勝 1989年
- 谷韵吉首杯全国女子プロ囲棋精英戦 優勝 2012年
- 建橋杯女子囲棋公開戦 優勝 2013、17年、準優勝 2012年
- 全国智力運動会
  - 2011年女子団体戦優勝（上海チーム）、プロ女子個人戦準優勝
  - 2015年女子団体戦準優勝（上海チーム）、プロ女子個人戦優勝
- 中華人民共和国全国運動会 2017年プロ女子個人戦 優勝
- リコー杯囲棋混双戦 準優勝 2014年（兪斌とペア）
- 中国囲棋甲級リーグ戦
  - 2001年（上海移動通信）0-4
  - 2012年丙級（上海佰程旅行網）3-4
  - 2018年乙級（上海清一中延手遊）3-5
- 中国女子囲棋甲級リーグ戦
  - 2013年（上海北极絨）12-2
  - 2014年（上海北极絨）12-2（12連勝を含む）
  - 2015年（上海北极絨）
  - 2016年（上海中環）
  - 2017年（上海中環集団）12-6
  - 2018年（上海中環集団）
- 百霊杯新老女子対抗戦
  - 2008年 2-2（×王祥雲、○鄭岩、○曹又尹、×李赫）

日本棋戦
- 『圍碁』誌 芮廼偉九段VSプロ精鋭 1996年 5勝6敗

2-0 結城聡八段、0-2 小松英樹九段、0-2 山城宏九段、2-0 森山直棋九段、1-2 宮沢吾朗九段
- 『碁ワールド』誌 グリーン碁石・女流プロ交流会 芮廼偉九段×女流六華 2010年 5勝1敗

○鈴木歩四段、○奥田あや二段、○万波佳奈四段、○向井千瑛四段、○梅沢由香里五段、×謝依旻五段
米国棋戦
- 北米マスターズ・トーナメント挑戦者 1996、99、2000年（北米名人はいずれも江鋳久九段）

韓国棋戦
- 国手戦優勝 2000年
- マキシムコーヒー杯入神連勝最強戦優勝 2004年
- プロ女流国手戦優勝 1999-2000、02、06-07、09-11年
- 女流名人戦優勝 2001-03、05-11年
- 電子ランド杯王中王戦朱雀部優勝 2004、06-07年
- 女流棋聖戦優勝 2006-08、11年
- LG精油杯プロ棋戦 準優勝 2000年
- マキシムコーヒー杯入神連勝最強戦 準優勝 2003年
- 韓国囲碁リーグ
  - 2004年 2-4
  - 2005年 1-4
  - 2007年 0-1
- GGオークション杯女流対シニア連勝対抗戦
  - 2008年 1-1（○徐能旭、×崔珪昞）
  - 2009年 2-1（○安官旭、○江鋳久、×朴映燦）
  - 2010年 2-1（○安官旭、○崔珪昞、×曺薫鉉）
  - 2011年 0-1（×劉昌赫）
- 韓国女子囲碁リーグ
  - 2015年（慶州尼師今）5-2
  - 2016年（京畿SGゴルフ）7-3
  - 2017年（忠南SGゴルフ）6-4
  - 2018年（忠南SGゴルフ）6-3

## 著作
- 『世界の新定石partI』棋苑図書出版 2000年（江鋳久と共著）
- 『世界のミニ中国流研究』誠文堂新光社 2001年（江鋳久と共著）
- 『私はかく戦えり』誠文堂新光社 2001年